# Begijnendijk
Begijnendijk är en kommun i Belgien.   Den ligger i provinsen Flamländska Brabant och regionen Flandern, i den centrala delen av landet, 40 kilometer nordost om huvudstaden Bryssel. Antalet invånare är 9 856.
Omgivningarna runt Begijnendijk är en mosaik av jordbruksmark och naturlig växtlighet. Runt Begijnendijk är det ganska tätbefolkat, med 230 invånare per kvadratkilometer.